# Machapuchare
Machapuchare ou Machhaphuchhare é uma montanha do Himalaia, no norte do Nepal e próxima do Annapurna. O Machapuchare situa-se cerca de 25km a norte de Pokhara, a principal localidade da região.
É tida por particularmente sagrada pela população local, e daí estarem impostos limites à sua escalada.
O Machapuchare é o extremo de um longo tergo que forma a dorsal do Annapurna Himal e a fronteira do Santuário do Annapurna, e que torna o Machapuchare e o Annapurna no par de montes significativos com o passo de montanha intermédio (para cálculo da proeminência topográfica) mais alto que se conhece. O Santuário é um conhecido destino de montanhismo e local onde se estabelecem os campos-base para as escaladas ao Annapurna pelo lado sul. 
Devido à posição a sul da cadeia montanhosa, e ao terreno particularmente baixo que fica a sul do Annapurna Himal, o Machapuchare apresenta um enorme declive, ou seja, um grande desnível em pequenas distâncias horizontais. Trata-se, portanto, de um pico que constitui um desafio particularmente interessante, embora seja mais baixo que muitos dos cumes vizinhos. O duplo cume lembra a cauda de um peixe e daí também ser conhecido como "Rabo de Peixe" ou "Matterhorn do Nepal".
O Machapuchare nunca foi escalado até ao cume. A única tentativa conhecida ocorreu em 1957 por uma equipa britânica liderada por Jimmy Roberts, que chegou a 50m do cume (via tergo norte), cumprindo assim a promessa de não chegar ao topo por respeito às crenças locais. Mesmo assim, e desde então, a escalada é proibida.